# Robert Thorburn

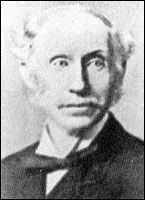
Robert Thorburn

Sir Robert Thorburn KCMG (* 28. März 1836 in Juniper Bank, Walkerburn, Schottland; † 12. April 1906 in St. John’s, Neufundland) war ein kanadischer Geschäftsmann und Politiker der Reform Party, der zwischen 1885 und 1889 Premierminister der Kronkolonie Neufundland war.

## Leben

### Herkunft, Mitglied des Legationsrates und politische Ansichten
Thorburn stammte aus einer schottischen Familien aus dem Raum Glasgow-Greenock, die sich Ende des 18. Jahrhunderts als Kaufleute in Neufundland niederließ. Nach einer Schulausbildung in Edinburgh fing er 1852 eine Tätigkeit für das seinen Onkeln Walter Grieve und James Johnston Grieve gehörenden Unternehmen Baine, Johnston and Company an. Nachdem sein Onkel Walter Grieve 1855 unter dem Namen Walter Grieve and Company gegründet hatte, das Handelsgeschäfte in Greenock und St. John’s betrieb, wurde Thorburn 1862 dessen Partner und Agent in Neufundland.
Seine politische Laufbahn begann Thorburn Ende der 1860er Jahre, als er auf Geheiß seines Onkels an einer Kampagne gegen die Kanadische Konföderation teilnahm. 1870 wurde er durch die Regierung der Anti-Confederation Party unter Premierminister Charles Fox Bennett zum Mitglied des Legislativrates ernannt, das damalige Oberhaus des neufundländischen Parlaments. Daneben engagierte er sich in dieser Zeit als führendes Mitglied der Handelskammer von St. John’s, der Wassergesellschaft (General Water Company) sowie anderer örtlicher Unternehmen und war auch Direktor der Union Bank of Newfoundland. Die ihm angebotenen Kandidaturen für ein Mandat im Abgeordnetenhaus von Neufundland in Wahlkreisen von St. John’s bei den Wahlen 1878 und 1882 lehnte er allerdings jeweils ab.
Thorburn, dessen politische Ansichten durch einen moderaten, merkantilen Konservativismus geprägt waren, bezweifelte den Vorteil des Baus einer transinsularen Eisenbahnstrecke sowie eines großen Trockendocks in St. John’s und wies die wachsende antimerkantile Propaganda der Regierung von Premierminister William Vallance Whiteway energisch zurück. Wie viele andere seiner Parteifreunde betrachtete er die Ausweitung der französischen Fischereiwirtschaft in der Neufundlandbank in den 1880er Jahren mit Bestürzung und war der Ansicht, dass diese durch Einschränkungen beim Export von Köderfischen an ausländische Fischer eingeschränkt werden sollte. Derartige Ansichten führte zu seinem Engagement in der New Party, die sich in Opposition zur Politik Whiteways befand.

### Premierminister 1885 bis 1889

#### Rücktritt Whiteways, Wahlsieg 1885 und Spannungen mit den Katholiken
1885 entwickelte sich nach Unruhen zwischen dem protestantischen Orange Order und Katholiken in Harbour Grace eine politische Krise. In der Folgezeit gab die katholische Liberal Party die Unterstützung Whiteways auf, und eine Bewegung entwickelte eine vereinigte Protestant Party unter dem bisherigen Solicitor General James Spearman Winter. Eine Verschmelzung der politischen Strömung fand im Oktober 1885 statt, setzt allerdings voraus, dass Whiteway von seinen politischen Ämtern zurücktrat und Winter seine Ansprüche auf den Vorsitz dieser neuen Partei aufgab.
Kompromisskandidat für das Amt des Vorsitzenden dieser Reform Party wurde daraufhin Thorburn, der am 12. Oktober 1885 von Whiteway auch das Amt des Premierministers übernahm. Seine Reformpartei betrieb bei der darauf folgenden Wahl einen virulenten sektiererischen Wahlkampf, der eine Verschmelzung mit den Katholiken ablehnte („no amalgamation with the Roman Catholics“) und sich auf die protestantischen Orangeordenmitglieder konzentrierte. Dahinter verbarg sich eine merkantile Agenda, die finanzielle Vorsicht, Aufmerksamkeit gegenüber den Fischern und einen Angriff auf die französischen Fischer in der Neufundlandbank durch Köderfischkontrolle betonte. Die Wahlergebnisse folgten weitgehend den sektiererischen Grenzen, die der Reform Party eine Mehrheit von vier Mandaten im Abgeordnetenhaus einbrachten, wobei Thorburn selbst im Wahlkreis Trinity gewählt wurde.
Trotz der antikatholischen Wahlslogans erhofften sich Thorburn und andere Politiker der Reformpartei ein Übereinkommen mit den von Ambrose Shea angeführten katholischen Liberalen. Jedoch führte die Ablehnung der Regierung zur angedachten Ernennung Sheas zum Gouverneur der Kronkolonie zur Verärgerung der Katholiken, so dass Thorburn ein ausschließlich aus Protestanten bestehendes Kabinett bilden musste.

#### Aussöhnung mit den Katholiken und Wirtschaftskrise 1886
Ermutigt durch den neuen Gouverneur Sir George William Des Vœux begannen im Frühjahr 1886 neue Verhandlungen. Das Ergebnis war eine Vereinbarung, nach der die meisten liberalen Mitglieder im Abgeordnetenhaus der Reformpartei beitraten und die Katholiken am 26. Juli 1886 zwei Kabinettsposten erhielten, darunter Maurice Fenelon, der das einflussreiche Amt des Kolonialsekretärs übernahm. Der von den Liberalen geforderten Preis hatte jedoch bedeutende Auswirkungen auf die Regierungspolitik.
In der Wintersitzung 1886 widerstand die Regierung dem Druck anderer Parteien, den 1884 gestoppten Bau der Eisenbahn wiederaufzunehmen. Andererseits betonte Thorburns Regierung die Notwendigkeit finanzieller Vorsicht sowie ländlicher Entwicklungspläne und verabschiedete den Entwurf für ein Ködergesetz (Bait Bill), wobei die Regierung des Vereinigten Königreichs mit der Zustimmung zögerte. Zwar akzeptierten die Liberalen die Ködergesetzgebung, forderten aber andere Veränderungen wie den Bau einer Eisenbahn nach Placentia, dem Zentrum des katholischen Bezirks, sowie Geld für die Kanalisation in St. John’s. Die Lockerung der Ausgabenpolitik wurde durch eine schwere wirtschaftliche Depression erleichtert. Nach einer schlechten Fangquote 1886 leitete die Regierung ein umfangreiches Programm öffentlicher Arbeiten ein. Ähnliche Ausgaben während seiner restlichen Amtszeit wurden teilweise durch den ersten Auslandskredit der Kolonie gezahlt.

#### Das Ködergesetz und Verhältnis zu Kanada
Während der ersten Kolonialkonferenz in London 1887 erhielt Thorburn mit Unterstützung von Shea und Des Vœux die erhoffte britische Zustimmung zum Ködergesetz (Bait Act). Dieses hatte zwar weniger Bedeutung für die Fischerei als erwartet, führte aber zu einer Beleidigung der Franzosen und zum Beginn einer Periode intensiver Schwierigkeiten bezüglich der französischen Küste Neufundlands. Das Ködergesetz bereitete aber auch der kanadischen Regierung unter Premierminister John Macdonald Sorge. Diese war ferner über die Entscheidung Neufundlands beängstigt, einen unabhängigen Gegenseitigkeitsvertrag mit den USA abzuschließen.
Als ein Ergebnis dieser Spannungen kam erneut die Frage eines Beitritts zur kanadischen Konföderation in den Blickpunkt. Auf Anregung von Alfred B. Morine, ein aus Nova Scotia stammender Journalist, der 1886 Mitglied des Abgeordnetenhauses von Neufundland wurde, besuchte der kanadische Finanzminister Charles Tupper 1887 St. John’s, der während eines Treffens bei der Fischereikommission in Washington, D.C. die Frage einer Union auch mit James Spearman Winter, nunmehr Attorney General der Regierung Thorburns, besprach. Winters Versuch, die Regierung zur Entsendung einer Delegation nach Kanada zu überzeugen, brachten die Gespräch frühzeitig zum Scheitern. Thorburn, der 1887 zum Knight Commander des Order of St. Michael and St. George geschlagen wurde und fortan den Namenszusatz „Sir“ führte, favorisierte zwar Gespräche, blieb aber besorgt über die Auswirkungen der Konföderation auf die Wirtschaft Neufundlands. Seine Regierung war in der Frage der Konföderation stark gespalten, sah sich einer breit aufgestellten Opposition gegenüber, und konnte letzten Endes nur der Entsendung einer Delegation ohne Verhandlungsvollmacht zustimmen. Dies führte jedoch dazu, dass die kanadische Regierung ihr Beitrittsangebot zurückzog.

#### Wahlniederlage 1889
Vor den Wahlen 1889 wurde deutlich, dass es die Reform Party versäumt hatte, eine glaubwürdige Alternativpolitik zu der von Whiteway und dessen Pro-Eisenbahn-Kräfte anzubieten oder die Wählerschaft durch eine brauchbare Gesetzespolitik anders zu beeindrucken. Die Reformpartei, die von einer neuen von Whiteway geführten Liberal Party herausgefordert wurde, begann hastig an der Wiederbelebung des Eisenbahnprojekts zu arbeiten und produzierte eine Liste von Versprechen, um die Opposition mit deren eigenen Mitteln zu schlagen.
Allerdings wurde die Regierungspartei vernichtend geschlagen. Alle Kabinettsmitglieder erlitten Wahlniederlagen und Premierminister Thorburn selbst erreichte in seinem Wahlkreis Trinity den letzten Platz im Feld der Wahlkreisbewerber. Die Niederlage wurde jedoch eher den Berufspolitikern innerhalb der Reformpartei wie Winter angelastet als Thorburn, der ein unerfahrenerer Politiker und nicht der geborene Vorsitzende der Partei war.

### Ausstieg aus der Politik und Zusammenbruch seines Unternehmens

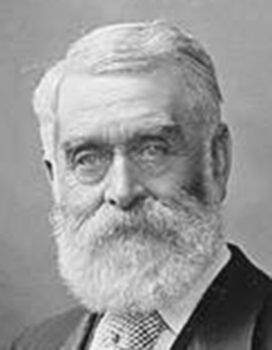
William Whiteway, Thorburns Vorgänger und Nachfolger als Premierminister, ernannte ihn 1894 zum Mitglied des Legislativrates

Thorburn blieb jedoch nominell Vorsitzender der Reformpartei, die sich später als Tory Partei neu aufstellte. Vor den für 1893 vorgesehenen Wahlen wurde jedoch deutlich, dass seine Dienste nicht länger benötigt würden. Unglücklich über die Ablehnung aus seiner eigenen Partei, kandidierte er für die ihn umwerbende Liberal Party im Wahlkreis Bonavista, wo er jedoch eine weitere Wahlniederlage erlitt.
Daneben konzentrierte sich seit dem Tod seines Onkels Walter Grieve 1887 auf die Führung des Unternehmens Walter Grieve and Company. In der Folgezeit verkaufte er die Geschäftsräume in Trinity, platzierte die Robbenjagd-Schiffe in einer Limited Liability Company (LLC), und übernahm die verbliebenen Unternehmensteile in eine neue Partnerschaft mit James F. Tessier. Das 1888 gegründete Unternehmen Thorburn and Tessier war für kurze Zeit eines der größten Fischexportunternehmen von St. John’s. Letztlich musste Unternehmen an die Union Bank übertragen werden, deren Vorstandsvorsitzender er war. Der Zusammenschluss des Unternehmens Thorburn and Tessier wurde weitgehend von Tessier finanziert, da die Walter Grieve and Company kein Kapital zurückgelassen hatte. Die schwierigen Handelsbedingungen machten es für das Unternehmen schwierig, seine Schulden zurückzuzahlen, die 1894 473.000 US-Dollar betrugen.

### Letzte Lebensjahre
1894 wurde er von Premierminister Whiteway zum Mitglied des Legislativrates ernannt.
Am 10. Dezember 1894 schlossen die beiden Hauptbanken Neufundlands und Thorburn and Tessier gehörte zu den zahlreichen örtlichen Unternehmen, das seine Geschäfte einstellen musste. Sein Unternehmen hatte einen Vermögenswert von 385.000 US-Dollar. Allerdings wurden Angebote von 50 bis 60 Cent je US-Dollas zurückgewiesen, so dass das Unternehmen 1897 abgewickelt wurde. Thorburn beklagte, dass das Unternehmen zahlungsfähig war, und es durch feindliche Treuhänder zur Aufgabe gezwungen wurde. Die liberale Presse vermutete, dass die Liquidation eine Bestrafung durch die Tory Party für den politischen Wechsel Thorburns war, zumal einige andere Unternehmen in vergleichbarem Zustand den Bankenzusammenbruch überlebten.
Weniger wahrscheinlich war, dass Thorburn unter der Wirtschaftskrise besonders litt, weil ihm als Vorsitzender einer Bank eine Anklage drohte. Tatsächlich wurden strafrechtliche Klageverfahren gegen ihn eingeleitet wegen der Schließung der Union Bank. Dies führte auch dazu, dass er als Mitglied des Legislativrates zurücktreten musste. Nachdem die Verfahren gegen ihn 1897 eingestellt wurden, nahm er seine geschäftliche Tätigkeit in kleinerem Umfang wieder auf. Daneben verfasste er Gedichte für die örtlichen Zeitungen.
1900 wurde er von der liberalen Regierung unter Premierminister Robert Bond zum Mitglied der Fischereiausschusses ernannt. Zwei Jahre später lehnte er 1902 bei einer Nachwahl eine Kandidatur für ein Mandat im Abgeordnetenhaus ab.